# Bouzid Mahyouz
Bouzid Mahyouz (ar. بوزيد محيوز; ur. 13 stycznia 1952 w Algierze) – algierski piłkarz grający na pozycji prawego obrońcy. W swojej karierze rozegrał 22 mecze w reprezentacji Algierii.

## Kariera klubowa
Całą swoją karierę piłkarską Mahyouz spędził w klubie MC Algier. Zadebiutował w nim w 1970 roku i grał w nim do 1986 roku. Wywalczył z nim pięć tytułów mistrza Algierii w sezonach 1971/1972, 1974/1975, 1975/1976, 1977/1978 i 1978/1979. Zdobył też cztery Puchary Algierii w sezonach 1970/1971, 1972/1973, 1975/1976 i 1982/1983. W 1976 roku wygrał z nim Puchar Mistrzów.

## Kariera reprezentacyjna
W reprezentacji Algierii Mahyouz zadebiutował w 1973 roku. W tym samym roku powołano go do kadry na Igrzyska Olimpijskie w Moskwie i Puchar Narodów Afryki 1980. Na tym turnieju zagrał w czterech meczach: grupowych z Ghaną (0:0) i z Marokiem (1:0), półfinałowym z Egiptem (2:2, k. 4:2) i finałowym z Nigerią (0:3). Z Algierią wywalczył wicemistrzostwo Afryki. W kadrze narodowej grał do 1981 roku. Wystąpił w niej 22 razy.